# Curley Weaver
Curley Weaver, född 25 mars 1906 i Covington, Georgia, död 20 september 1962 i Almon, Georgia, var en amerikansk bluesgitarrist och sångare, ofta kallad "the Georgia Guitar Wizard".
Weaver var som mest aktiv under 1920- och 1930-talen. Han spelade in ett flertal skivor på egen hand men blev mer känd för sitt arbete med andra musiker, främst Blind Willie McTell.